# Сендер, Рамон
Рамон Хосе Сендер Гарсес (исп. Ramón José Sender Garcés; 3 февраля 1901 года, Чаламера, Уэска, Испания; 16 января 1982 года, Сан-Диего, Калифорния, США) — испанский писатель и журналист.

## Биография
Был старшим из 19 детей в семье Рамона Хосе-старшего и Андреа Гарсес Ласпалас в Чаламера-де-Синка, в провинции Уэска в Арагоне.
Разногласия с его глубоко верующим отцом католиком упоминаются его биографом Чарльзом Кингом как возможная причина анархистских взглядов писателя в более позднем возрасте.
Он получил свою первую литературную премию в возрасте 15 лет за короткий рассказ, опубликованный в местной газете в Сарагосе.
Два года спустя его короткий рассказ победил на конкурсе, организованном ежедневной газетой Lecturas в Барселоне.
В 1917 году он начал работать продавцом в аптеке в Альканьисе, затем окончил католическую школу в Теруэле и поступил на юридический факультет Мадридского университета.
В 1923 году он был призван в армию и участвовал в Рифской войне.
Год спустя он был уволен из армии и начал работать журналистом, присоединившись к ежедневной газете El Sol в качестве литературного критика и редактора.
В 1927 году он был арестован на три месяца и содержался под стражей без суда в рамках репрессий во время диктатуры Мигеля Примо ди Риверы.
В 1930 году он прекратил свое сотрудничество с El Sol, его эссе и статьи начали появляться в различных испанских ежедневных изданиях.
Он также публиковал пьесы, короткие рассказы и независимые эссе. 7 января 1934 года он женился на Ампаро Барайон. У них было двое детей, родившихся в 1935 и 1936 годах.
Когда началась Гражданская война, Сендер был на летних каникулах в Сан-Рафаэле, городе в Сьерра-де-Гвадаррама, со своей женой Ампаро Барайон и двумя маленькими детьми, Рамоном и Андреа.
Они решили расстаться: пока он вступал в республиканские войска и Альянс антифашистских интеллектуалов, его жена и дети отправились в Самору, где Ампаро Барайон была схвачена, подвергнута пыткам и расстреляна войсками Франко.
Его брат Мануэль также был казнен.
В 1937 году Сендер прибыл во Францию и с помощью Красного Креста смог взять с собой двух своих детей. Он оставил их на попечение двух нянь в Байонне, пока пытался присоединиться к республиканским войскам, но потерпел неудачу из-за внутренних конфликтов между коммунистами и анархистами.
Республиканское правительство отправило его в Соединенные Штаты для чтения лекций в местных университетах; позже ему было поручено основать пропагандистский журнал в Париже под названием La Voz de Madrid (Голос Мадрида). Некоторое время он жил в Орсе, недалеко от Парижа, на свои гонорары, но затем решил отправиться в Мексику со своими детьми.
Сендер прожил там до 1942 года, после чего переехал в Соединенные Штаты, где преподавал литературу. Он снова женился и имел еще двоих детей, но брак продлился недолго.
В Соединенных Штатах он построил долгую карьеру профессора испанской литературы в различных университетах, в первую очередь в Альбукерке и Сан-Диего. Там он преподавал курс литературы его слушателями и студентами были такие видные американские писатели и поэты как Эдвард Дорн, Люсия Берлин и т.д.
Стал гражданином США в 1946 году.
В 1976 году, после окончания режима Франко, Сендер вернулся в Испанию на церемонию вручения премии Premio Planeta. Он также подал заявление на восстановление испанского гражданства, но в итоге умер в Сан-Диего в ночь с 15 на 16 января 1982 года. Его прах был развеян над Тихим океаном несколько дней спустя.
Его сын, Рамон Сендер Барайон, также является писателем; он живет в Соединенных Штатах и пишет на английском языке.

## Творчество
- Imán (1930)
- Siete domingos rojos (1932)
- Mr. Witt en el cantón (1935)
- Contraataque (1937)
- El lugar de un hombre (1939)
- Mexicayotl (1940)
- Crónica del alba (1942)
- La esfera (1947)
- El rey y la reina (1949) (Первоначально роман опубликован на английском языке в 1948 году)
- El verdugo afable (1952)
- Mosén Millán (1953) (Роман переиздан позднее в 1960 году под названием «Реквием по испанскому крестьянину».)
- Bizancio (1956)
- La tesis de Nancy (1962)
- El bandido adolescente (1965)
- La aventura equinoccial de Lope de Aguirre (1968)

## Переводы на русский язык
- Рамон Хосе Сендер — "Общественный порядок" Издательство: Художественная литература, 1936. 176 стр.
- Рамон Хосе Сендер — "Мистер Уитт в Кантоне" Издательство: Художественная литература, 1937. 406 стр.